# Granota toro
La granota toro (Rana catesbeiana) és una espècie d'amfibi anur pertanyent a la família Ranidae originària de l'est de l'Amèrica del Nord que s'ha introduït com a invasora en altres zones d'Amèrica i Euràsia. Habita masses d'aigua permanents, com llacs i pantans.

## Descripció
És una granota de grans dimensions, la més grossa de l'Amèrica del Nord. Fa de 100 a 175 mm i pot arribar fins als 460 mm. Pesa fins a 0,5 kg. El color varia de cafè a diferents tons de verd, i sovint presenta taques de color més fosc al dors.
S'alimenta de petits vertebrats: serps, peixos, ocells, altres granotes i capgrossos, i en alguns casos, de ratapinyades, cucs, insectes i crustacis.

## Distribució i hàbitat
És originària de l'Amèrica del Nord, el sud del Canadà (Ontario i el Quebec), els Estats Units i l'est de Mèxic. Actualment, les poblacions natives de Costa Rica estan extingides.
Viu a prop de masses d'aigua, preferiblement aigües somes, tranquil·les i càlides. S'adapta bé a ambients antropitzats. S'ha introduït a Catalunya, però la població ha quedat localitzada. Forma part de la llista de les cent espècies invasores més perjudicials d'Europa